# Aurantiosporium
Aurantiosporium — рід грибів родини Ustilentylomataceae. Назва вперше опублікована 1996 року.

## Класифікація
До роду Aurantiosporium відносять 5 видів:
- Aurantiosporium colombianum
- Aurantiosporium marisci
- Aurantiosporium pallidum
- Aurantiosporium scleriae
- Aurantiosporium subnitens